# مسيكة (الضالع)
مسيكه هي إحدى قرى الجمهورية اليمنية. تتبع جغرافيا لمحافظة الضالع و إداريًا لمديرية جبن. يبلغ تعداد سكانها 1599 نسمة حسب الإحصاء الذي أجري عام 2004.